# Бёрк, Томас (губернатор)
Томас Бёрк (англ. Thomas Burke; 1747 — 2 декабря 1783) — американец ирландского происхождения, который  был врачом, юристом и политиком. Он представлял Северную Каролину на втором Континентальном конгрессе и Конгрессе Конфедерации и служил третьим губернатором Северной Каролины. В 1781 году был взят в плен лоялистами, предан британцам и отправлен на остров Салливана, откуда сбежал, нарушив договорённость. Он пытался вернуться к исполнению обязанностей губернатора, но Ассамблея штата сочла его поведение недостойным и Бёрк был вынужден подать в отставку. Считается первым губернатором-католиком в Северной Каролине.

## Ранние годы
Томас Бёрк родился около 1747 (или 1744) года в Ирландии, в графстве Голуэй, в семье Ульрика Бёрка и Летиши Оуд. В 1764 году (или в 1759 или в 1760) он эмигрировал в Вирджинию и некоторое время работал врачом в округе Нортгэмптон. Вскоре он изменил род деятельности и стал юристом, открыв практику в городе Норфолк. Он увлекся литературой и написал несколько поэм и эссе по поводу отмены Гербового Акта.
28 марте 1770 года Бёрк женился в Норфолке на Мэри Уилсон Фриман. В этом браке родилась только одна дочь, Мэри Уилсон Бёрк. В 1772 году семья Бёрков переселилась в Хиллсборо (Северная Каролина). Бёрк продолжил юридическую практику и приобрёл небольшую плантацию.

## Политическая карьера
В 1775 году Бёрк был выбран делегатом от округа Ориндж на Провинциальный конгресс Северной Каролины и был участником 3-го, 4-го и 5-го Провинциальных Конгрессов. На 5-м Конгрессе он стал председателем комитета по разработке проекта Конституции штата. За проявленные способности он был 20 декабря 1776 года избран делегатом от Северной Каролины на 2-й Континентальный Конгресс и прибыл в Филадельфию 4 февраля 1777 года. В сентябре 1777 года, когда британская армия в ходе Филадельфийской кампании стала приближаться к Филадельфии, Конгресс покинул город, но Бёрк вступил в северокаролинскую бригаду Фрэнсиса Нэша. Вместе с бригадой Нэша он присутствовал на поле боя сражения при Брендивайне.
Во время сражения дивизия генерала Джона Салливана не успела построиться вовремя и была разбита британцами. Бёрк, как и многие конгрессмены, недолюбливал Салливана, и в своём описании сражения взвалил на него всю ответственность. Он, в частности, написал, что Салливан слишком долго шёл к месту сражения, потому что не смог найти короткую дорогу. Версия Бёрка содержала много неточностей, но была быстро опубликована и стала широко известно. В Англии она была опубликована 21 ноября 1777 года, даже до публикации официальных рапортов. Из-за этого у современников сложилось превратное представление о действиях Салливана в день сражения, и многие историки впоследствии повторили его версию, так что она стала общепринятой в литературе.
В то же годы, в 1777 и 1778, Бёрк был избран представителем от округа Ориндж в Палату представителей Северной Каролины, но не смог присутствовать в Палате, так как находился в Филадельфии. 
В 1781 году он покинул Конгресс и вернулся в Северную Каролину, где был избран на должность губернатора штата. В это время в штате уже шла война между лоялистами и сторонниками независимости. 12 сентября 1881 года лоялист Дэвид Фэннинг совершил внезапное нападение на Хиллсборо, где захватил в плен 200 человек, включая Бёрка. Фэннинг условно освободил большинство пленных, но Бёрка забрал в Уилмингтон и предал его британскому майору Джеймсу Крейгу.
Из Уилмингтона Бёрк был переведён на остров Салливана: 6 ноября его доставили в форт Арбатнот (он же форт Молтри). Обстановка на острове была неспокойной, случались вспышки насилия, и Бёрк опасался за свою жизнь. 30 ноября он написал генералу Александру Лесли, что опасается насилия со стороны беженцев и просил временно освободить его под честное слово. Лесли не ответил. Оценив обстоятельства содержания, он решил, что они дают ему право не соблюдать правила поведения военнопленного. Опасаясь за свою жизнь, он решил бежать. Он написал генералу Лесли, что не видит никаких мер по обеспечению его безопасности, и это небрежение его жизнью оправдывает его бегство (I concluded that such neglect of my personal safety would justify my withdrawing my person). 16 января 1782 года он переправился с острова на континент, затем в южную часть Северной Каролины, а оттуда в Салем. 2 февраля он написал Ассамблее из Салема, предлагая собраться на сессию 11 февраля.
Одновременно он попытался договориться с генералом Лесли. Он обещал найти подходящую кандидатуру для обмена, или же обещал вернуться, если с ним будут обращаться так же, как с пленными офицерами Континентальной армии. Лесли не ответил Бёрку, но вступил в переписку с генералом Натаниелем Грином. 27 января он написал Грину, что не считает его причастным к бегству губернатора, и что Бёрк поступил не по-джентльменски (so contrary to the character of a gentleman). Он воспринял бегство губернатора как личное оскорбление и рекомендовал Грину немедленно вернуть беглеца в Чарлстон. В ответе Грин написал, что не оправдывает поступок Бёрка, но полагает, что жалобы Бёрка на условия содержания могут быть обоснованы. Грин показал эту переписку Бёрку, но уверил его, что ещё есть шанс на обмен.
Между тем Ассамблея так и не собралась в Салеме. Бёрк созвал новую на 2 апреля, но она собралась самостоятельно в середине апреля. 16 апреля Ассамблея рассмотрела дело Бёрка. Его поступок был признан несовместимым с должностью губернатора штата, и 22 апреля Бёрк подал в отставку. Он вернулся в Хиллсборо и умер через год, 2 декабря 1783 года.

### Статьи
- Douglass, Elisha P. THOMAS BURKE, DISILLUSIONED DEMOCRAT (англ.) // The North Carolina Historical Review. — North Carolina Office of Archives and History, 1949. — Vol. 26, iss. 2. — P. 150-186.
- Watterson, John S. Thomas Burke, Paradoxical Patriot (англ.) // The Historian. — Taylor & Francis, Ltd., 1979. — Vol. 41, iss. 4. — P. 664-681.
- Watterson, John S. Revolutionary Nonconformist: Thomas Burke of North Carolina (англ.) // South Dakota State Historical Society. — 1976. — Vol. 6, iss. 3. — P. 334-352.
- Watterson, John S. The Ordeal of Governor Burke (англ.) // The North Carolina Historical Review. — North Carolina Office of Archives and History, 1971. — Vol. 48, iss. 2. — P. 95-117.